# Lý Ngư

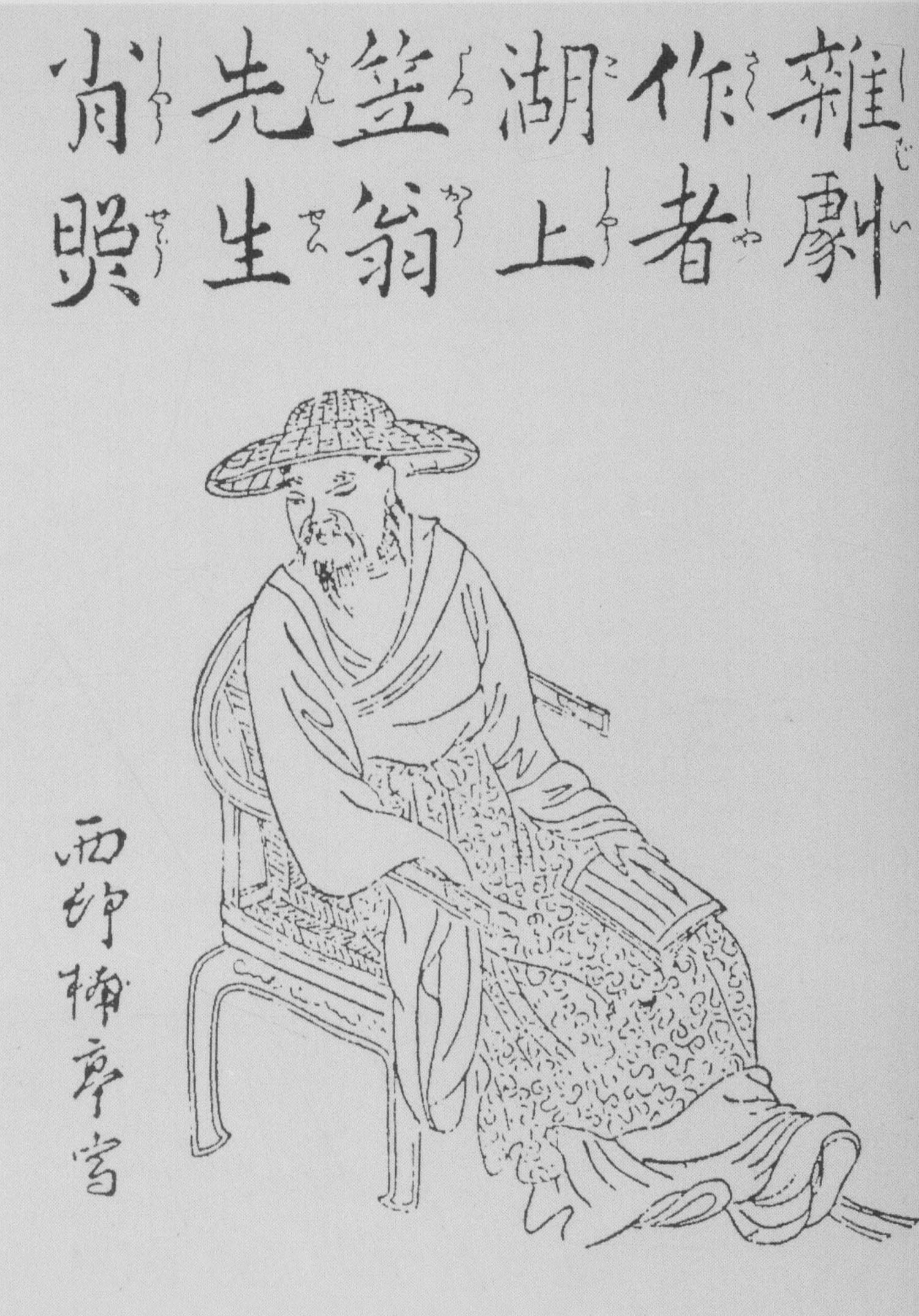
Tranh vẽ Lý Ngư trong cuốn Đường thổ kỳ đàm của Nhật Bản

Lý Ngư (tiếng Trung: 李漁; bính âm: Lǐ Yú; 1611 – 1680), tên lúc đầu là Tiên Lữ (仙侣) sau đổi là Ngư (漁); tự Trích Phàm (谪凡); hiệu Lạp Ông (笠翁), là nhà soạn kịch, tiểu thuyết gia, kiến trúc sư làm vườn và nhà xuất bản sách cuối thời Minh đầu thời Thanh.

## Tiểu sử
Lý Ngư quê quán ở Như Cao nay thuộc tỉnh Giang Tô sống vào thời Minh mạt Thanh sơ. Tuy thi đậu khoa cử ra làm quan, nhưng trước những biến động của tân triều khiến ông không thành công trên quan trường, mà đành chuyển sang nghề viết lách để mưu sinh. Ông từng làm diễn viên Kinh kịch, nhà sản xuất sân khấu kịch, đạo diễn kịch đồng thời là nhà soạn kịch, từng chu du cùng đoàn kịch của riêng mình. Vở kịch Phong tranh ngộ (風箏誤) của ông được biểu diễn trên sân khấu Côn khúc. Lý Ngư trải qua thời thơ ấu và thời thanh niên ở Như Cao, về sau ông cưới một người vợ và sinh được một cô con gái, sinh sống ở Như Cao trong suốt 23 năm, bước sang tuổi trung niên thì ông chuyển về Nam Kinh sống trong vòng 14 năm, rồi sau dời sang Hàng Châu ở đây cho đến cuối đời.
Lý Ngư được cho là tác giả của Nhục bồ đoàn (肉蒲團), một tấn hài kịch của văn học khiêu dâm Trung Quốc. Ông cũng viết một tập truyện ngắn mang tên Thập nhị lâu (十二樓). Lý Ngư đề cập đến chủ đề tình yêu đồng giới trong câu chuyện Túy nhã lâu (萃雅樓). Đây là chủ đề mà ông lặp lại trong tập Vô thanh hý (無聲戲) và vở kịch Liên hương bạn. Quyển sách hướng dẫn vẽ tranh Giới tử viên họa truyện do chính ông viết lời tựa và ấn hành ở Kim Lăng.
Lý Ngư còn nổi danh qua các tiểu phẩm (小品) và những bài viết về ẩm thực và ẩm thực học của mình. Lâm Ngữ Đường đã dịch một số bài tiểu luận này. Bài "bàn về dạ dày" của Lý Ngư cho rằng miệng và dạ dày "gây ra mọi lo lắng và rắc rối cho nhân loại trong suốt các thời đại." Ông tiếp tục rằng "thực vật có thể sống mà không cần miệng và dạ dày, đá và đất vẫn tồn tại mà không cần bất kỳ chất dinh dưỡng nào. Vậy thì tại sao chúng ta lại được ban cho một cái miệng, một cái bao tử và được trao thêm hai cơ quan phụ này?" Lâm còn dịch mấy bài viết nhan đề "Làm thế nào để hạnh phúc dù giàu có" và "Làm thế nào để hạnh phúc dù nghèo khó" và "Nghệ thuật ngủ, đi, ngồi và đứng" của Lý Ngư, minh họa cách tiếp cận châm biếm của ông đối với các chủ đề nghiêm túc.

## Dịch phẩm
- Patrick Hanan et al. (1990). "Silent Operas (Wusheng Xi)". Hong Kong: Research Centre for Translation, Chinese University of Hong Kong. ISBN 978-9627255079
- Patrick Hanan (1996). The Carnal Prayer Mat. Honolulu : University of Hawaii Press. ISBN 0-8248-1798-2.
- Patrick Hanan (1998). Tower for the Summer Heat. New York : Columbia University Press. ISBN 0-231-11384-6.
- Nathan K Mao (1979). Twelve towers : short stories. Hong Kong: Chinese University Press. ISBN 962-201-170-5.
- Jacques Dars (2003). Au gré d'humeurs oisives : Les carnets secrets de Li Yu : un art du bonheur en Chine. Arles : Éditions Philippe Picquier. ISBN 2-87730-664-X
- Jou-pu-tuan : Andachtsmatten aus Fleisch ; e. erot. Roman aus d. Ming-Zeit. Frankfurt am Main : Fischer-Taschenbuch-Verlag. ISBN 3-596-22451-9. 1986.
- LI‑YU Jeou-P'ou-T'ouan, la chair comme tapis de prière, translated by Pierre Klossowski; Éditions Jean-Jacques Pauvert, Paris, 1979
- Li Yu: À mari jaloux, femme fidèle, by Pascale Frey 1998